# Bolbitius muscicola
Bolbitius muscicola är en svampart som först beskrevs av G. Stev., och fick sitt nu gällande namn av Roy Watling 1981. Bolbitius muscicola ingår i släktet Bolbitius och familjen Bolbitiaceae.   Inga underarter finns listade i Catalogue of Life.